# Мультициклон
Мультициклон (рос. мультициклон, англ. multiclone, multistage cyclone; нім. Multi(zy)klon m) – повітро- або газоочисний апарат відцентрової дії. Складається з кількох невеликих однотипних апаратів (циклонів) діаметром від 40 до 200 мм, що розміщені у спільному корпусі, мають спільний завантажувальний пристрій і спільні колектори продуктів розділення.
Інша назва - батарейний циклон.

## Мультициклони (батарейні циклони)

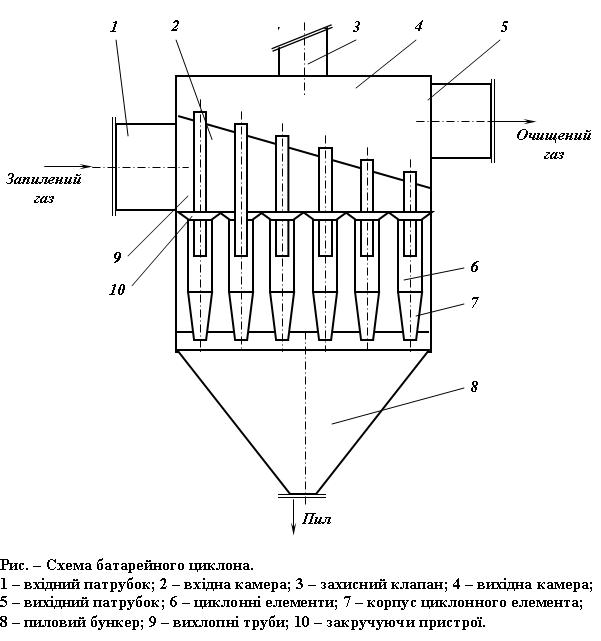

Батарейні циклони призначені для виділення пилу крупністю до 5 мкм і являють собою аґреґати, що складаються з окремих, невеликого розміру, циклонів, які функціонують паралельно. Застосовують батарейні циклони, різні за конструкцією, розмірами, способом підведення газу і т. д.
Зі збільшенням діаметра циклона при постійній швидкості руху газу у вхідному патрубку відцентрова сила, що діє на частинку зменшується і одночасно знижується ефективність пиловловлення. Тому для пиловловлення встановлюють декілька циклонів меншого розміру, об'єднаних в групи або батареї, і при цьому забезпечують необхідну продуктивність очисного пристрою і задану ефективність очищення газів.
За даними практики ефективність уловлення пилу у циклонів діаметром 2 — 3 м складає до 80%, а у циклонів діаметром 0,3 — 0,5 м вона може досягати 90 — 95%, внаслідок дії на частинку більшої відцентрової сили. Ступінь очищення залежить від крупності частинок в суміші і способу подачі її в циклон. Однак у циклонів малого розміру є суттєвий недолік — мала продуктивність, тому їх об'єднують у батареї. Батарейні циклони складаються з декількох десятків і навіть сотень включених паралельно циклонів.
Батарейний циклон складається з вхідного 1 і вихідного 5 патрубків, вхідної 2 і вихідної 4 камер, захисного клапана 3, циклонних елементів 6 з вихлопними тубами 9, корпуса 7 і пилового бункера 8. Запилений газ по вхідному патрубку надходить у клиноподібну вхідну камеру, проходить простір між вихлопними трубами і через закручуючі пристрої надходить в циклонні елементи. Уловлений пил потрапляє в пиловий бункер, з якого виводиться розвантажувальним пристроєм. Очищений газ по вихлопних трубах через вихідну камеру і вихідний патрубок видаляється з циклона.
Батарейні циклони застосовують для уловлення золи з димових газів котельних пристроїв, які працюють на твердому паливі, а також для уловлення пилу з відпрацьованих газів сушарок і агломераційних пристроїв.
У Канаді на заводі очищення нафтовмісних пісків використовується Циклопак - батарейний циклон спеціальної круглої конструкції, який містить декілька десятків циклонів.

## Інтернет-ресурси
- Мультициклон [Архівовано 29 жовтня 2013 у Wayback Machine.]